# Varades
Varades là một xã thuộc tỉnh Loire-Atlantique, trong vùng Pays de la Loire ở phía tây nước Pháp. Xã này nằm ở khu vực có độ cao trung bình 7 mét trên mực nước biển. Theo điều tra dân số năm 2006 của INSEE, xã có dân số 3527 người.

## Kết nghĩa
Varades từ tháng 8 năm 2009 đã kết nghĩa với một xã xứ Welsh Knighton.